# 今泉街道
今泉街道（いまいずみかいどう）は、岩手県一関市と同県陸前高田市を結ぶ街道。別称　気仙街道（けせんかいどう）。

## 概要
藩政時代、奥州街道の山目宿から東に分岐した仙台藩領の脇往還で、笹ノ田峠を越えて今泉に至る。

## 宿場
- 山目宿（岩手県一関市）
- 松川宿（岩手県一関市）
- 長坂宿（岩手県一関市）
- 摺沢宿（岩手県一関市〔旧東磐井郡大東町〕）
- 大原宿（岩手県一関市〔旧東磐井郡大東町〕）
- 今泉宿（岩手県陸前高田市）

## 峠
- 笹ノ田峠（一関市－陸前高田市）

## 参考資料
- 「角川日本地名大辞典」編纂委員会『角川日本地名大辞典 3 岩手県』角川書店、1985年3月8日。ISBN 4040010302。